# 아라이 다카코
아라이 다카코(新井 貴子, 1990년 12월 8일 ~ )는 일본 오사카부 출신의 모델이다. .
2012년 미스 일본 그랑프리에서 대상을 수상했다. 얼티밋 프리스비 선수이기도 하다. 재일교포 3세.한국명은 박귀자(朴貴子)